# Общественные советы Манхэттена
Общественные советы Манхэттена (англ. Community Boards of Manhattan) — органы местного самоуправления в боро Манхэттен, члены которого назначаются президентом боро или членами городского совета Нью-Йорка. Всего насчитывается 12 общественных советов, в каждый из которых входит до 50 членов. Зарплата членам советов не выплачивается; они не обладают административными правами, однако имеют право вносить запросы в городскую администрацию.
В юрисдикцию каждого общественного совета входит несколько районов. Некоторые районы, например, Мюррей-Хилл, входят в юрисдикцию нескольких общественных советов. В то же время районы не являются единицами административного деления.

## Список

### 1-й общественный совет
1-й общественный совет управляет частью Нижнего Манхэттена, ограниченной рекой Гудзон и проливом Ист-Ривер, улицами Канал-, Бакстер- и Перл-стрит и въездом на Бруклинский мост. В юрисдикцию 1-го общественного совета входит Саут-Стрит-Сипорт, острова Эллис, Либерти и Губернаторский, кварталы Бэттери-Парк-сити, Трайбека, Муниципальный центр и Финансовый квартал.
Председателем совета является Кэтрин МакВей Хьюз (англ. Catherine McVay Hughes).
Совокупная площадь территории, находящейся под юрисдикцией общественного совета, составляет 3,88 км². По данным 2010 года численность населения в обозначенной области составляла 60 978 человек. Всего на территории совета насчитывалось 34 139 жилищных единиц. Расовый состав населения по данным на тот же год:
- белые, не латиноамериканцы — 66,9 %;
- афроамериканцы — 4,3 %;
- азиаты — 17,4 %;
- коренные американцы — 0,1 %;
- прочие расы, не латиноамериканцы — 0,4 %;
- две и более расы, не латиноамериканцы — 2,9 %;
- латиноамериканцы — 7,9.

### 2-й общественный совет
2-й общественный совет управляет частью Нижнего Манхэттена, ограниченной рекой Гудзон, улицами Канал-стрит, Бауэри, Купер-сквер, Четвёртой авеню и Западной 14-й улицей. В юрисдикцию совета входят кварталы Гринвич-Виллидж, Вест-Виллидж, Нохо, Сохо, Нижний Ист-Сайд, Чайнатаун и Маленькая Италия.
2-й общественный совет стал одним из первых общественных советов Манхэттена. Он был создан в начале 1960-х годов. Его члены назначаются президентом Манхэттена по рекомендации члена городского совета, представляющего 2-й общественный совет. В состав совета входит 11 постоянных и несколько специальных комитетов. Председателем совета является Дэвид Грубер (англ. David Gruber).
Совокупная площадь территории, находящейся под юрисдикцией совета, составляет 3,62 км². По данным 2010 года численность населения в обозначенной области составляла 90 016 человек. Всего на территории совета насчитывалась 56 211 жилищная единица. Расовый состав населения по данным на тот же год:
- белые, не латиноамериканцы — 75,3 %;
- афроамериканцы — 1,8 %;
- азиаты — 13,9 %;
- коренные американцы — 0,1 %;
- прочие расы, не латиноамериканцы — 0,3 %;
- две и более расы, не латиноамериканцы — 2,3 %;
- латиноамериканцы — 6,2 %.

### 3-й общественный совет
3-й общественный совет управляет частью Нижнего Манхэттена, ограниченной проливом Ист-Ривер, въездом на Бруклинский мост, улицами Перл-, Бакстер, Канал-стрит, Бауэри и Восточной 14-й улицей. В юрисдикцию совета входят кварталы Алфабет-Сити, Ист-Виллидж, Нижний Ист-Сайд, Чайнатаун и Ту-Бриджес.
Председателем совета является Сьюзен Стетцер (англ. Susan Stetzer).
Совокупная площадь территории, находящейся под юрисдикцией совета, составляет 4,4 км². По данным 2010 года численность населения в обозначенной области составляла 163 277 человек. Всего на территории совета насчитывалась 75 975 жилищных единиц. Расовый состав населения по данным на тот же год:
- белые, не латиноамериканцы — 32,4 %;
- афроамериканцы — 6,9 %;
- азиаты — 33,8 %;
- коренные американцы — 0,1 %;
- прочие расы, не латиноамериканцы — 0,3 %;
- две и более расы, не латиноамериканцы — 1,9 %;
- латиноамериканцы — 24,6 %.

### 4-й общественный совет
4-й общественный совет управляет западной частью Нижнего Манхэттена, ограниченной рекой Гудзон, Западной 14-й улицей, Шестой авеню, Западной 26-й улицей, Восьмой авеню, Западной 60-й улицей, Девятой авеню и Западной 59-й улицей. В юрисдикцию совета входят кварталы Адская кухня и Челси.
В совете действует 9 комитетов. Председателем совета является Кори Джонсон (англ. Corey Johnson).
Совокупная площадь территории, находящейся под юрисдикцией совета, составляет 4,66 км². По данным 2010 года численность населения в обозначенной области составляла 103 245 человек. Всего на территории совета насчитывалось 69 598 жилищных единиц. Расовый состав населения по данным на тот же год:
- белые, не латиноамериканцы — 60,1 %;
- афроамериканцы — 6,2 %;
- азиаты — 13,2 %;
- коренные американцы — 0,1 %;
- прочие расы, не латиноамериканцы — 0,4 %;
- две и более расы, не латиноамериканцы — 2,3 %;
- латиноамериканцы — 17,7 %.

### 5-й общественный совет
5-й общественный совет управляет частью Нижнего Манхэттена, ограниченной Восьмой авеню, Западной 26-й улицей, Авеню Америк, Западной 14-й улицей, улицей Ирвинг-плейс, Лексингтон-авеню, Восточной 34-й улицей, Мэдисон-авеню, Восточной 40-й улицей, Лексингтон-авеню и 59-й улицей. В юрисдикцию совета помимо прочих входят кварталы Мюррей-Хилл и Грамерси.
Председателем совета является Викки Барберо (англ. Vikki Barbero).
Совокупная площадь территории, находящейся под юрисдикцией совета, составляет 4,14 км². По данным 2010 года численность населения в обозначенной области составляла 51 673 человек. Всего на территории совета насчитывалось 36 550 жилищных единиц. Расовый состав населения по данным на тот же год:
- белые, не латиноамериканцы — 67,7 %;
- афроамериканцы — 4,1 %;
- азиаты — 18,1 %;
- коренные американцы — 0,1 %;
- прочие расы, не латиноамериканцы — 0,3 %;
- две и более расы, не латиноамериканцы — 2,1 %;
- латиноамериканцы — 7,7 %.

### 6-й общественный совет
6-й общественный совет управляет частью Ист-Сайда, ограниченной 14-й и 59-й улицами и проливом Ист-Ривер и Лексингтон-авеню, а также районами между 34-й и 40-й улицами и Мэдисон-авеню и между 20-й и 22-й улицами и Парк-авеню. В юрисдикцию 6-го общественного совета входят кварталы Грамерси, Стайвесант-Таун, Питер-Купер-Виллидж, Уотерсайд-Плаза, Мюррей-Хилл, Кипс-Бей, Тёртл-Бей, Тюдор-Сити и Саттон-Плейс. Совокупная площадь территории, находящейся под юрисдикцией общественного совета, составляет 3,54 км². Председателем совета является Сандро Шеррод (англ. Sandro Sherrod).
По данным 2010 года численность населения в обозначенной области составляла 142 745 человек. Расовый состав населения по данным на тот же год:
- белые, не латиноамериканцы — 72,6 %;
- афроамериканцы — 3,5 %;
- индейцы — 0,1 %;
- азиаты — 14,0 %;
- прочие расы, не латиноамериканцы — 0,3 %;
- две и более расы, не латиноамериканцы — 2,0 %;
- латиноамериканцы — 7,6.

### 7-й общественный совет
7-й общественный совет управляет западной частью Среднего Манхэттена, ограниченной рекой Гудзон, Западными 59-й и 60-й улицами, Сентрал-парк-авеню и Западной 110-й улицей. В юрисдикцию совета входят кварталы Манхэттен-Валли, Верхний Вест-Сайд и Линкольн-сквер.
Должность председателя совета занимает Марк Дилер (англ. Mark Diller).
Совокупная площадь территории, находящейся под юрисдикцией совета, составляет 4,92 км². По данным 2010 года численность населения в обозначенной области составляла 209 084 человек. Всего на территории совета насчитывалось 120 694 жилищных единиц. Расовый состав населения по данным на тот же год:
- белые, не латиноамериканцы — 67,4 %;
- афроамериканцы — 7,6 %;
- азиаты — 7,6 %;
- коренные американцы — 0,1 %;
- прочие расы, не латиноамериканцы — 0,3 %;
- две и более расы, не латиноамериканцы — 2,0 %;
- латиноамериканцы — 15,0 %.

### 8-й общественный совет
8-й общественный совет управляет частью Ист-Сайда, ограниченной 59-й и 96-й улицами и проливом Ист-Ривер и Пятой авеню. В юрисдикцию 8-го общественного совета входят кварталы Верхний Ист-Сайд, Йорквилл, Ленокс-Хилл, а также острова Рузвельта и Милл-Рок. Совокупная площадь территории, находящейся под юрисдикцией общественного совета, составляет 5,18 км². Председателем совета является Николас Вист (англ. Nicholas D. Viest).
По данным 2010 года численность населения в обозначенной области составляла 142 745 человек. Расовый состав населения по данным на тот же год:
- белые, не латиноамериканцы — 82,6 %;
- афроамериканцы — 3,2 %;
- азиаты — 6,3 %;
- прочие расы, не латиноамериканцы — 0,3 %;
- две и более расы, не латиноамериканцы — 1,5 %;
- латиноамериканцы — 6,0.

### 9-й общественный совет
9-й общественный совет управляет западной частью Верхнего Манхэттена, ограниченной рекой Гудзон, Западной 110-й улицей, Манхэттен-авеню, Морнингсайд-авеню, Западной 123-й улицей, Сент-Николас-авеню, Западной 141-й улицей, Брэдхёрст-авеню, Западной 145-й улицей, Эджкомб-авеню и Западной 155-й улицей. В юрисдикцию совета входят кварталы Гамильтон-Хайтс, Манхэттенвилл и Морнингсайд-Хайтс.
Каждый месяц в общественном совете созывается по 10 собраний, на которых обсуждаются вопросы, связанные с развитием района. Должность председателя совета занимает Джорджиетта Морган-Томас (англ. Georgiette Morgan-Thomas).
Совокупная площадь территории, находящейся под юрисдикцией совета, составляет 3,88 км². По данным 2010 года численность населения в обозначенной области составляла 110 193 человека. Всего на территории, входящей в юрисдикцию совета, насчитывалось 42 973 жилищных единицы. Расовый состав населения по данным на тот же год:
- белые, не латиноамериканцы — 23,0 %;
- афроамериканцы — 24,6 %;
- азиаты — 6,9 %;
- коренные американцы — 0,2 %;
- прочие расы, не латиноамериканцы — 0,4 %;
- две и более расы, не латиноамериканцы — 2,1 %;
- латиноамериканцы — 42,7 %.

### 10-й общественный совет
10-й общественный совет управляет западной частью Верхнего Манхэттена, ограниченной Манхэттен-авеню, Восточной 110-й улицей, Пятой авеню, Восточной 120-й улицей, улицей Маунт-Морис-Парк-Вест, проливом Гарлем, улицей Гарлем-ривер, Сент-Николас-авеню, Западной 145-й улицей, Брэдхёрст-авеню, Западной 141-й улицей, Западной 123-й улицей и Морнингсайд-авеню. В юрисдикцию совета входит крупный квартал Гарлем.
По состоянию на февраль 2013 года должность председателя совета занимает Пайман Лодхи (англ. Paimaan Lodhi
).
Совокупная площадь территории, находящейся под юрисдикцией совета, составляет 3,62 км². По данным 2010 года численность населения в обозначенной области составляла 115 723 человека. Всего на территории, входящей в юрисдикцию совета, насчитывалось 55 513 жилищных единиц. Расовый состав населения по данным на тот же год:
- белые, не латиноамериканцы — 9,5 %;
- афроамериканцы — 63,0 %;
- азиаты — 6,9 %;
- прочие расы, не латиноамериканцы — 2,4 %;
- две и более расы, не латиноамериканцы — 0,3 %;
- латиноамериканцы — 22,2 %.

### 11-й общественный совет
11-й общественный совет управляет западной частью Верхнего Манхэттена, ограниченной проливом Гарлем, Пятой авеню, Восточной 96-й улицей, проливом Ист-Ривер. На этой территории расположен Восточный Гарлем. Также в зону ответственности 11-го совета входят острова Уорда и Рэндалла.
В составе совета имеется 9 специальных комитетов. По состоянию на февраль 2013 года должность председателя совета занимает Мэтью Вашингтон (англ. Matthew Washington).
Совокупная площадь территории, находящейся под юрисдикцией совета, составляет 6,21 км². По данным 2010 года численность населения в обозначенной области составляла 120 511 человек. Всего на территории, входящей в юрисдикцию совета, насчитывалось 50 226 жилищных единиц. Расовый состав населения по данным на тот же год:
- белые, не латиноамериканцы — 12,0 %;
- афроамериканцы — 31,2 %;
- азиаты — 5,6 %;
- коренные американцы — 0,2 %;
- прочие расы, не латиноамериканцы — 0,3 %;
- две и более расы, не латиноамериканцы — 1,5 %;
- латиноамериканцы — 49,2 %.

### 12-й общественный совет
12-й общественный совет управляет северной частью Верхнего Манхэттена, ограниченной реками Гудзон и Гарлем и 155-й улицей. В юрисдикцию совета входят кварталы Вашингтон-Хайтс и Инвуд.
В составе совета имеется 14 комитетов. Каждый месяц в общественном совете созывается по несколько собраний, на которых обсуждаются вопросы, связанные с развитием района. По состоянию на февраль 2013 года должность председателя совета занимает Джордж Фернандес-младший (англ. George Fernandez Jr.).
Совокупная площадь территории, находящейся под юрисдикцией совета, составляет 7,25 км². По данным 2010 года численность населения в обозначенной области составляла 190 020 человека. Всего на территории, входящей в юрисдикцию совета, насчитывалось 72 910 жилищных единиц. Расовый состав населения по данным на тот же год:
- белые, не латиноамериканцы — 17,6 %;
- афроамериканцы — 7,3 %;
- азиаты — 2,5 %;
- коренные американцы — 0,1 %;
- прочие расы, не латиноамериканцы — 0,4 %;
- две и более расы, не латиноамериканцы — 1,0 %;
- латиноамериканцы — 71,0 %.